# Polyrhachis vitalisi
Polyrhachis vitalisi é uma espécie de formiga do gênero Polyrhachis, pertencente à subfamília Formicinae.